# Мастрихт
Мастрихт (хол. Maastricht слушајⓘ, лимбуршки Mestreech) је главни град холандске провинције Лимбург. Град има близу 120.000 становника. Мастрихт лежи на југу провинције Лимбург, на обали реке Мас. 
Заједно са Најмегеном, Мастрихт важи за најстарији град Холандије. Име града потиче од латинског Mosae Traiectum (превод: прелаз преко реке Мас), што се односило на мост који је подигнут у време цара Августа. 
Свети Серватијус је био први бискуп Холандије. Његов гроб се налази у Базилици св. Серватијуса, која је омиљено место за верске ходочаснике. Златна посуда са земним остацима светитеља се проноси кроз град сваких седам година.

## Историја
Мастрихт се у средњем веку развио у град са два господара, бискупом Лијежа и војводом Брабанта. Статус града Мастрихт је добио 1204. године. Касније су улогу војвода Брабанта преузели холандски генерали. 
Трупе Луја XIV су 14. јуна 1673. опколиле град. Капетан Д'Артањан је предводио „Краљеве мускетаре“ и погинуо у једном од јуриша на град (25. јуна 1673). Овај догађај помиње Александар Дима у роману „Виконт од Бражелона”. Град се предао Французима 30. јуна. После 6 година, град је поново постао холандски. 
После епохе Наполеонових освајања, град је 1815. постао део краљевства Уједињене Низоземске. 
Када су јужне провинције (Белгија) затражиле независност од Уједињене Низоземске 1830, гарнизон у Мастрихту је остао лојалан холандском краљу и окупирао је град, иако је већина становништва била против тога. Уговором у Лондону 1839, град Мастрихт и источни део Лимбурга је додељен Холандији, иако је географски и културно ближи Белгији. Мастрихт је тако постао део Холандије који се више ослања на Белгију и Немачку, него на остатак Холандије. 
У седишту провинцијске владе Лимбурга је 1992. године потписан Уговор из Мастрихта, који је био увод у оснивање Европске уније. Овај уговор је ступио на снагу новембра 1993. године.

## Становништво
Према процени, у граду је 2008. живело 122.070 становника.
| 1980.   | 1990.   | 2000.   | 2008.   |
| ------- | ------- | ------- | ------- |
| 109.285 | 117.008 | 122.070 | 118.022 |

## Географија

### Клима
| Клима (Мастрихт)            | Клима (Мастрихт) | Клима (Мастрихт) | Клима (Мастрихт) | Клима (Мастрихт) | Клима (Мастрихт) | Клима (Мастрихт) | Клима (Мастрихт) | Клима (Мастрихт) | Клима (Мастрихт) | Клима (Мастрихт) | Клима (Мастрихт) | Клима (Мастрихт) | Клима (Мастрихт) |
| Показатељ \ Месец           | .Јан.            | .Феб.            | .Мар.            | .Апр.            | .Мај.            | .Јун.            | .Јул.            | .Авг.            | .Сеп.            | .Окт.            | .Нов.            | .Дец.            | .Год.            |
| --------------------------- | ---------------- | ---------------- | ---------------- | ---------------- | ---------------- | ---------------- | ---------------- | ---------------- | ---------------- | ---------------- | ---------------- | ---------------- | ---------------- |
| Апсолутни максимум, °C (°F) | 15,5 (59,9)      | 19,1 (66,4)      | 22,2 (72)        | 26,7 (80,1)      | 30,6 (87,1)      | 34,0 (93,2)      | 35,9 (96,6)      | 36,2 (97,2)      | 31,3 (88,3)      | 26,6 (79,9)      | 21,1 (70)        | 16,4 (61,5)      | 36,2 (97,2)      |
| Просек, °C (°F)             | 2 (36)           | 3 (37)           | 5 (41)           | 8 (46)           | 13 (55)          | 16 (61)          | 17 (63)          | 17 (63)          | 14 (57)          | 11 (52)          | 6 (43)           | 3 (37)           | 9,6 (49,3)       |
| Средњи минимум, °C (°F)     | 0 (32)           | 0 (32)           | 2 (36)           | 4 (39)           | 8 (46)           | 11 (52)          | 12 (54)          | 12 (54)          | 10 (50)          | 7 (45)           | 3 (37)           | 0 (32)           | 5,8 (42,4)       |
| Апсолутни минимум, °C (°F)  | −19,3 (−2,7)     | −14,7 (5,5)      | −12,9 (8,8)      | −4,9 (23,2)      | −0,8 (30,6)      | 0,9 (33,6)       | 5,2 (41,4)       | 5,5 (41,9)       | 1,6 (34,9)       | −4,2 (24,4)      | −9,0 (15,8)      | −15,4 (4,3)      | −19,3 (−2,7)     |
| Количина падавина, mm (in)  | 59 (23,2)        | 53 (20,9)        | 62 (24,4)        | 53 (20,9)        | 62 (24,4)        | 74 (29,1)        | 71 (28)          | 66 (26)          | 57 (22,4)        | 61 (24)          | 69 (27,2)        | 73 (28,7)        | 760 (299,2)      |
| [ тражи се извор ]          |                  |                  |                  |                  |                  |                  |                  |                  |                  |                  |                  |                  |                  |

## Партнерски градови
- Кобленц

## Галерија
- Градска већница
- Црква францисканске браће
- Богородична црква
- Трг испред Богородичне цркве
- Нова четврт - „Вајк“
- Трг Фридхоф
- Мост св. Серваста
- Градски парк